# Zigera funeralis
Zigera funeralis är en fjärilsart som beskrevs av M.Gaede. Zigera funeralis ingår i släktet Zigera och familjen nattflyn. Inga underarter finns listade i Catalogue of Life.